# Utweiler
Utweiler (im örtlichen Dialekt Utwiller) ist ein Ortsteil von Gersheim im saarländischen Saarpfalz-Kreis. Bis Ende 1973 war Utweiler eine eigenständige Gemeinde im Landkreis Homburg.

## Geschichte
Eine Urkunde vom 17. August 1310 nennt Udewilre in der Herrschaft Zweibrücken-Bitsch. 1317 gehörte Udewilre zur Pfarrei Güderkirch.
Utweiler fiel mit der Herrschaft Bitsch 1604 an das Herzogtum Lothringen und 1766 an das Königreich Frankreich. Durch einen Gebietsaustausch 1781 gelangte das Dorf in den Besitz der Reichsgrafen von der Leyen. Als Folge der durch die Französische Revolution ausgelösten Kriege kam es mit dem Linken Rheinufer an die Französische Republik und zur Mairie (dt. Bürgermeisteramt, Bürgermeisterei) Brenschelbach des Kantons Neuhornbach im Département Donnersberg.
Nach dem Zweiten Pariser Frieden kam Utweiler 1816 zum Königreich Bayern und gehörte zur „Bürgermeisterei Medelsheim“.
Nach dem Ersten Weltkrieg wurde Utweiler 1920 gemäß den Bestimmungen des Versailler Vertrages dem Saargebiet zugeordnet. 1935 folgte die Rückgliederung des Saargebietes an das Deutsche Reich.
Die Bruder Konrad geweihte Kapelle wurde 1934 zur Kirche umgewandelt und die Utweiler Katholiken aus der kirchlichen Abhängigkeit zum französischen Güderkirch gelöst. 1939 gehörte der Ort zur Roten Zone. Die Bewohner wurden evakuiert; der verlassene Ort unmittelbar an der Grenze wurde zum Kriegsschauplatz. 1944 wurde Utweiler zum zweiten Mal evakuiert.
Utweiler war im März 1945 die erste Ortschaft im heutigen Saarland, die im Zweiten Weltkrieg von der 12. Division der amerikanischen Truppen eingenommen wurde. Zuvor entwickelte sich eine erbitterte Panzerschlacht um den Ort, da die 17. SS-Panzergrenadier-Division „Götz von Berlichingen“ den Einsatzbefehl hatte, „unter allen Umständen den Gegner vom Reichsgebiet fernzuhalten“. Bei den Kämpfen kamen rund 600 Deutsche und Amerikaner ums Leben.
Von 1937 bis 1950 war Utweiler Bestandteil der „Bürgermeisterei Altheim“. Danach gehörte es als selbstständige Gemeinde zur „Bürgermeisterei Medelsheim“.
Im Rahmen der saarländischen Gebiets- und Verwaltungsreform wurde die bis dahin eigenständige Gemeinde Utweiler am 1. Januar 1974 der Gemeinde Gersheim zugeordnet.

## Politik
Die Ortsteile Peppenkum und Utweiler bilden gemeinsam einen Gemeindebezirk, der durch einen Ortsrat vertreten wird.

## Sehenswürdigkeiten

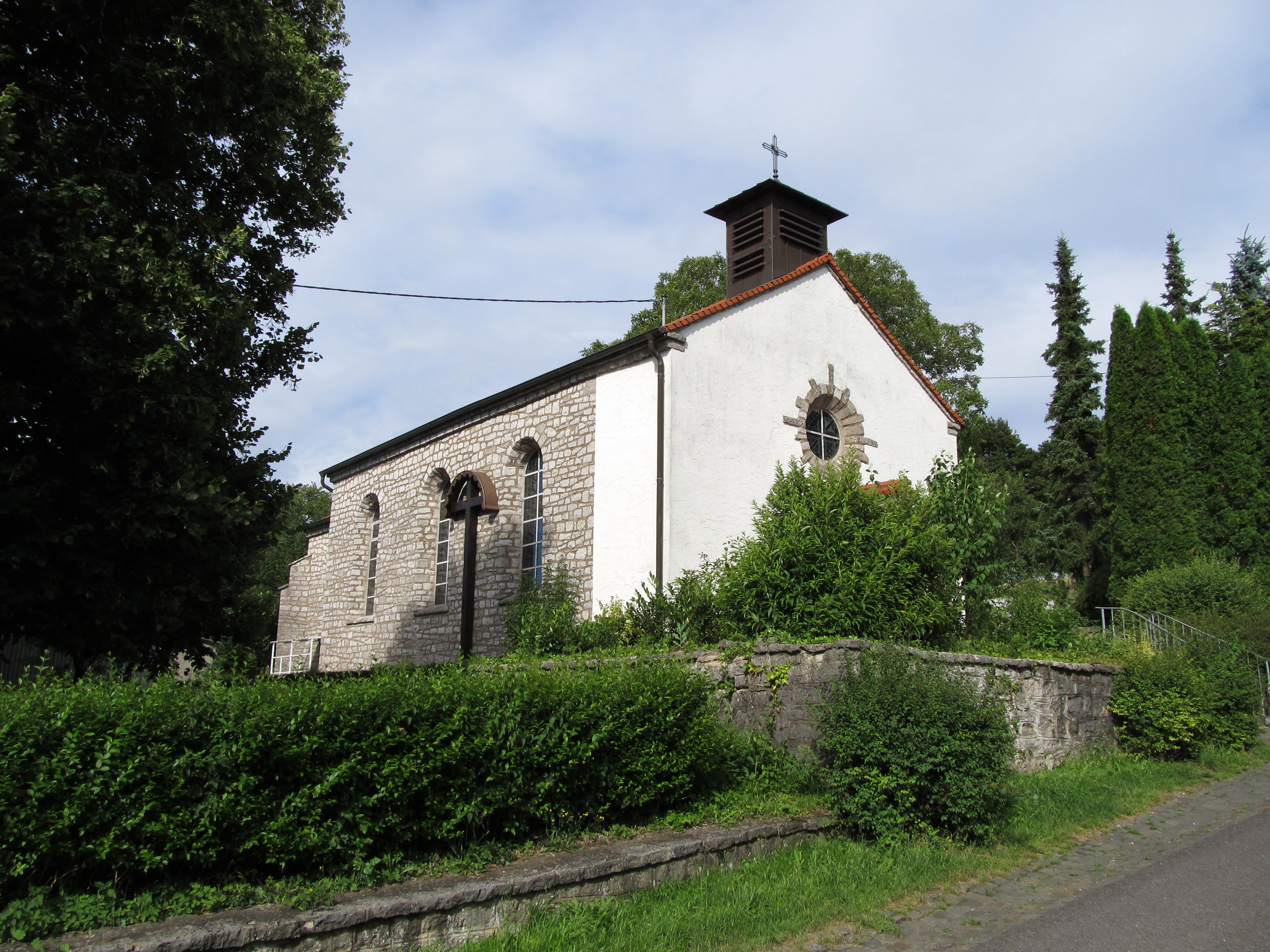
Die Filialkirche St. Konrad von Parzham und Mariä Himmelfahrt in Utweiler

In und um Utweiler sind mehrere Wegekreuze aus dem 18. Jahrhundert erhalten geblieben. Die Landesdenkmalliste führt außerdem den Altar der katholischen Filialkirche St. Konrad und Mariä Himmelfahrt aus dem Jahr 1748 auf.

## Wirtschaft, Infrastruktur und Verkehr
Das Dorf ist landwirtschaftlich geprägt, die Fahrstraße, die nach Utweiler führt, endet hier.

## Regelmäßige Veranstaltungen
Der Bruder-Konrad-Ritt, der in Medelsheim beginnt, führt alljährlich auch durch Utweiler. Die Reliquie des heiligen Konrad, des Schutzpatrons der Landwirte, wird auf einem Wagen mitgeführt. In Utweiler werden die Pferde und Fahrzeuge des Umzugs gesegnet, danach findet eine Messe unter freiem Himmel statt. Die Erträge der Kollekte gehen nach Timor, wo der aus Utweiler stammende Bruder Beatus als Missionar lebt.